# (73738) 1993 RK6
(73738) 1993 RK6 – planetoida z pasa głównego asteroid okrążająca Słońce w ciągu 4,35 lat w średniej odległości 2,66 j.a. Odkryta 15 września 1993 roku.